# Плямиста ліквація
Плями́ста ліква́ція (англ. speckle segregation; speckle liquation) — ліквація у вигляді локальних ділянок, збагачених легкоплавкими компонентами сплаву; утворюється в результаті виникнення гарячих тріщин у твердо-рідкій зоні під впливом циклічного руху розплаву й заповнення цих тріщин маточним розплавом з прилеглих до них міждендритних об'ємів у процесі кристалізація.

## Прояви плямистої ліквації
Плямиста ліквація виявляється на поперечних макротемплетах у вигляді окремих темних або сірих плям різних за розміром і формою. Вона має відносно невелику поздовжню протяжність, що залежить від ступеня обтискання, й може супроводжуватись бульбашками. Така плямиста ліквація у сталях зустрічається рідко і зазвичай після значних порушень технології плавки чи розливання. Виливки, уражені плямистою ліквацією, яка супроводжується бульбашками, вважається браком. Найчастіше розглядається найтиповіша для сталей плямиста ліквація, яка характеризується підвищеною травимістю через сегрегацію легкоплавких складових, потемнінням на відбитках, отриманих за методом Баумана, мікроструктурною неоднорідністю тощо.
Плямиста ліквація найчастіше зустрічається у сталях, легованих алюмінієм (35ХЮА, 38ХМЮА), в інструментальних сталях марок У7, У8, 5ХНВ, ХВГ, ХГ, 5ХВ2С, ЗХ2В8 а також у сталях С60, 36Г2С, 20ХНЗА, 30ХНЗА, 40ХНМА, 45ХНМФА, 40ХН, ШХ15, 30ХГСА. Недостатнє розкислення металу і перегрівання при виплавці посилюють неоднорідність, збільшуючи кількість і розмір плям. Чим повільніше кристалізується сталь, тим більшого розвитку набуває ця неоднорідність. Це підтверджується порівнянням якості металу, відлитого у малі (до 1 т) та крупні (4-6 т) виливки. Крім того, заливання металу у футеровані виливниці підвищує ступінь неоднорідності.
У сталі 38ХМЮА усі виливки у плавці приблизно однаково уражені неоднорідністю. В інших марках сталі спостерігається велика ураженість виливків, що відливаються в останню чергу. Є випадки повної відсутності неоднорідності у перших за розливанням виливках і наявність неоднорідності в останніх за ходом розливання виливках.

## Причини виникнення плямистої ліквації
Високий вміст газів у металі сприяє утворенню плямистої ліквації. Ділянки з лікваційними плямами містять багато включень. Це приводить до того, що навіть за великого ступеня обтискання металу дефекти чітко виявляються у макрошліфах та зламах, знижують механічні властивості металу і підвищують забрудненість деталей поверхневими дефектами.
Плямиста ліквація може виникати через нерівномірну подачу розплаву й підвищення його газонасиченості. В крупних сталевих виливках зустрічається місцева ліквація у вигляді «вусів» і «плям», де відзначається підвищений вміст вуглецю, сірки та фосфору. Ці ділянки — колишні тріщини і пустоти, що виникли у ході тверднення литої заготовки і подальшого заповнення залишковою рідиною, яка є завжди збагаченою згаданими елементами.
Поверхня отримана неперервним литтям заготовок зазвичай уражена поверхневими лікваційними напливами (смужками). Вони містять у 2…3 рази більше легкоплавких компонентів і домішок, ніж середній склад сплаву. Лікваційні напливи виникають внаслідок витікання розплаву з не повністю затверділих поверхневих шарів заготовки після відходу її від стінок кристалізатора, спричиненого лінійною усадкою. Утворення лікваційних поверхневих напливів різко посилюється, якщо робоча поверхня кристалізатора має подряпини й щілини.

## Заходи для зменшення плямистої ліквації
Плямисту ліквацію можна усунути зміною інтенсивності руху розплаву, наприклад, регулюванням обертання рідкого металу у лунці при неперервному литті виливків в електромагнітному полі або при вакуумному дуговому плавленні.